# 前立腺液
前立腺液（ぜんりつせんえき、英: Prostatic fluid）とは、前立腺の内壁から分泌される乳白色の弱アルカリ性の液体である。精液の成分の約3割を占め、クエン酸を多く含み、精子に活性を与える働きをしていると考えられる。他にも、酸性ホスファターゼ、フィブリノリジン、前立腺特異抗原、蛋白質分解酵素、亜鉛などを含む。亜鉛濃度は健康な男性で約135±40μg/mLであり、精子細胞内のDNAを含むクロマチンを安定化させる働きがある。亜鉛が不足すると精子が脆弱になり、生殖能力が低下する可能性がある他、精子形成にも悪影響を及ぼす可能性がある。また、前立腺液に含まれるスペルミンという物質は、「栗の花の匂い」に例えられる精液特有の匂いの元になっている。